# Biserica Pogorârea Sfântului Duh din Hoisești

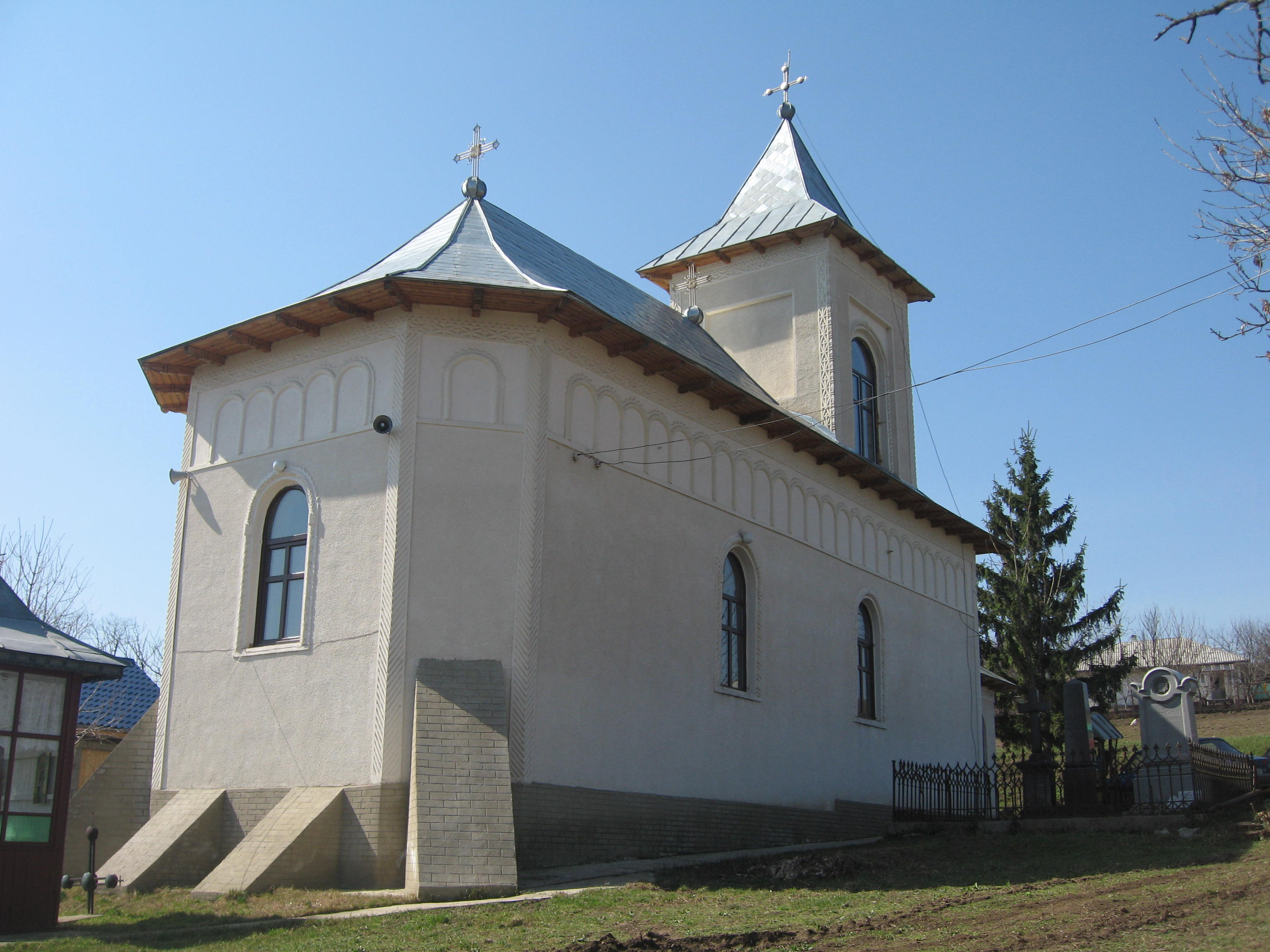
Biserica "Pogorârea Sfântului Duh" din Hoisești

Biserica "Pogorârea Sfântului Duh" din Hoisești este o biserică ctitorită în jurul anului 1870 de boierul Vasile N. Cantacuzino în satul Hoisești din comuna Dumești (județul Iași). Aici se ajunge de un drumeag de țară pietruit, aflat la stânga drumului național Iași-Roman, înainte de orașul Podu Iloaiei.
Biserica "Pogorârea Sfântului Duh" din Hoisești nu este inclusă pe Lista monumentelor istorice din județul Iași din anul 2004. 

## Istoricul satului
Satul Hoisești se află amplasat pe un deal golaș, odinioară năpădit de livezi și vii nesfârșite. El este atestat documentar de pe la 1450. Aici au trăit oameni de seamă în istoria Moldovei. Documentele vechi menționează că pe la 1615 satul aparținea spătarului Iordache Ramadan.
În secolul al XIX-lea aici s-a aflat moșia marelui logofăt Neculai Canta (Cantacuzino) (1790-1857), dregător de seamă al cârmuirii Moldovei în timpul domniei lui Mihail Sturdza (1834-1849). Boierul se mutase aici în anul 1843, în urma accidentului tragic din acel an de la moșia Horodniceni, când i s-au înecat doi copii în lacul din fața conacului.
Moșia a fost stăpânită apoi de fiul său, Vasile (Basile) Cantacuzino (1816-1906).
Boierul Vasile (Basile) Cantacuzino făcuse studii la Lausanne (Elveția). Era căsătorit cu Pulcheria Rosetti-Bălănescu (1822-1913). Aceasta fusese logodită cu Gheorghe, fiul mai mare al logofătului Neculai Cantacuzino, dar s-a lăsat răpită înaintea nunții de Vasile, cu care s-a căsătorit la 26 ianuarie 1841. Vasile Cantacuzino a participat la întrunirea tinerilor revoluționari moldoveni de la Hotelul Petersburg din Iași (27 martie 1848), unde s-a formulat o petiție cu 35 de revendicări care s-au înmânat domnitorului Mihail Sturdza. Cu toate că memoriul lor nu cuprindea decât reforme moderate, mai mult de ordin administrativ și cultural, în conformitate cu Regulamentul Organic, domnitorul l-a folosit ca pretext pentru arestarea capilor mișcării. Aceștia urmau să fie trimiși în Turcia, însă, la Galați, Pulcheria Cantacuzino (soția lui Basile) și cu Elena Cuza au reușit să-i cumpere pe cei care trebuiau să-i treacă Dunărea pe revoluționari. Basile Cantacuzino a urcat pe un vapor austriac, deghizat în hamal, unde îl aștepta deja soția sa. 
Va reveni în Moldova abia în timpul domniei lui Grigore Alexandru Ghica (1849-1856). S-a implicat în viața politică, îndeplinind diferite dregătorii, printre care și cea de prefect de Roman. În ultimii ani ai vieții a locuit mai mult la Hoisești unde s-a ocupat cu agricultura. După cum declara nepotul său, arhitectul George Matei Cantacuzino (1899-1960), boierul Basile a cerut ca pe placa lui de mormânt să se scrie doar cuvântul: „IERTARE“.
Ultimul proprietar al moșiei a fost locotenentul aviator Radu Beller, ginerele lui Vasile Cantacuzino. El participase în războiul de apărare al Franței din 1917 și apoi la felurite concursuri și curse internaționale. În timpul unui zbor aviatic de la Paris spre India, avionul său a fost atacat, la 17 aprilie 1931, asupra unui deșert din India, de o cârd de vulturi uriași, fiind silit să aterizeze forțat. Avionul a fost cuprins de flăcări, iar Radu Beller a murit.  După moartea sa, moșia a fost stăpânită de soția sa, Elisabeta (1898-1981).
Conacul boieresc, "clădire înaltă, cu cerdac umbrit de castani și tei" (după cum îl descrie publicistul Ion Mitican), a fost distrus după cel de-al doilea război mondial de către săteni, care au folosit pietrele și cărămizile sale la ridicarea altor clădiri.

## Istoricul bisericii
Biserica "Pogorârea Sfântului Duh" din Hoisești a fost ctitorită de boierul Vasile N. Cantacuzino în jurul anului 1870, lângă conacul boieresc. Pe peretele sudic al pridvorului a fost pictată o pisanie cu ctitorii bisericii: Nicolae, Vasile, Matei, Iancu, Catinca și Pulheria Cantacuzino, Elena Ghica, Radu Beller, Dumitru și Adela Popa.
Lăcașul de cult are o catapeteasmă din lemn de tei. În primul deceniu al secolului al XXI-lea, a fost construită o clădire socială și s-a pictat interiorul bisericii de către pictorul Gheorghe Vartic. În anul 2007 preotul Cristian Rotaru plănuia realizarea unui mic muzeu cu vechi cărți, sfinte evanghelii și obiecte de cult, precum acoperământul de potir, cusut cu fir de aur și mătase, din vremea ctitorului.
În apropiere de zidul vestic al bisericii se află un monument funerar, reprezentând doi copii mângâiați de un înger. Această sculptură a fost executată de un meșter italian la comanda logofătului Neculai Canta (Cantacuzino) și a soției sale, Pulcheria Sturdza. Monumentul a fost ridicat în amintirea unei cumplite tragedii petrecute în anul 1843 la conacul de la Horodniceni. În una din zile, doi copii ai logofătului, Matei (1823-1843) și Elena (1818-1843), împreună cu Pulcheria, soția lui Basile, se plimbau în barcă pe heleșteul din fața conacului. Barca s-a răsturnat, iar cei doi copii s-au înecat, Pulcheria scăpând ca urmare a faptului că rochia sa de crinolină a plutit pe suprafața lacului.

## Morminte în curtea bisericii
În curtea bisericii se află cinci pietre de mormânt. Lângă zidul de nord al bisericii se află trei monumente funerare vechi, dintre care două din marmură neagră și unul din marmură albă. Ele sunt înconjurate de un gărduț de fier. Este vorba de pietrele de mormânt ale următorilor:
- Vasile N. Cantacuzino (13 iulie 1816 - 21 septembrie 1906) și fiica sa, Catincuța (1854-1869) - monumentul funerar este din marmură neagră și a fost realizat de sculptorul ieșean Vasile Scutari.
- Pulcheria V. Cantacuzino, n. Rosetti-Bălănescu (1822 - 23 decembrie 1913) - monumentul funerar este din marmură neagră și a fost realizat de sculptorul ieșean Frederic Fairing
- Helene Ghika Cantacuzino (+1874) - monumentul funerar este din marmură albă. La bază se află placa de marmură, spartă, a juristului Matei B. Cantacuzino (1855–1925), fiul lui Vasile Cantacuzino, profesor de drept civil la Facultatea de Drept din Iași și fost primar al municipiului Iași (29 decembrie 1912 - 6 ianuarie 1914).

Lângă zidul sudic al bisericii se află alte două monumente funerare, ridicate tot pentru unii din urmașii boierului Neculai Canta. 

## Imagini

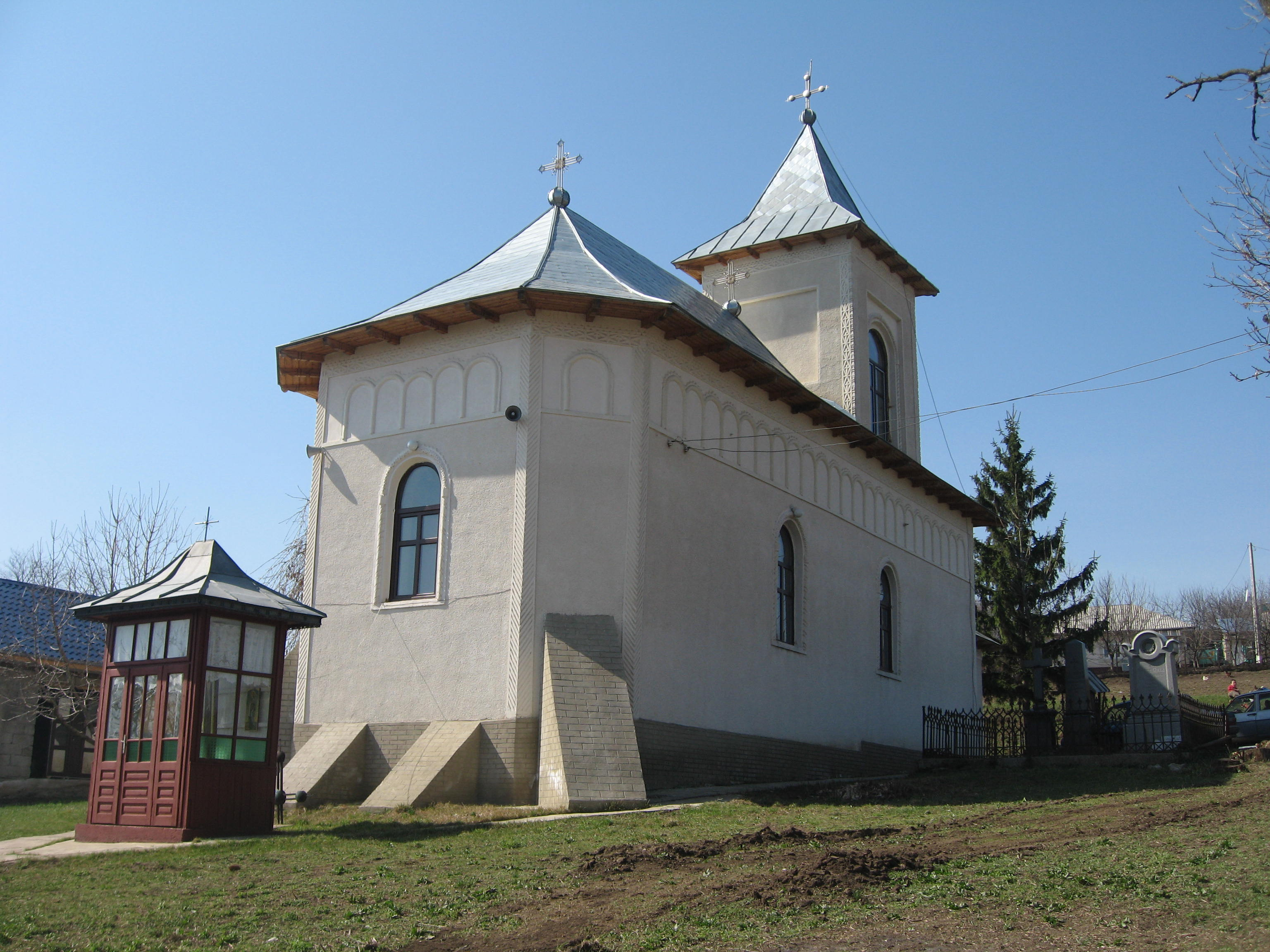
Biserica văzută dinspre nord-est
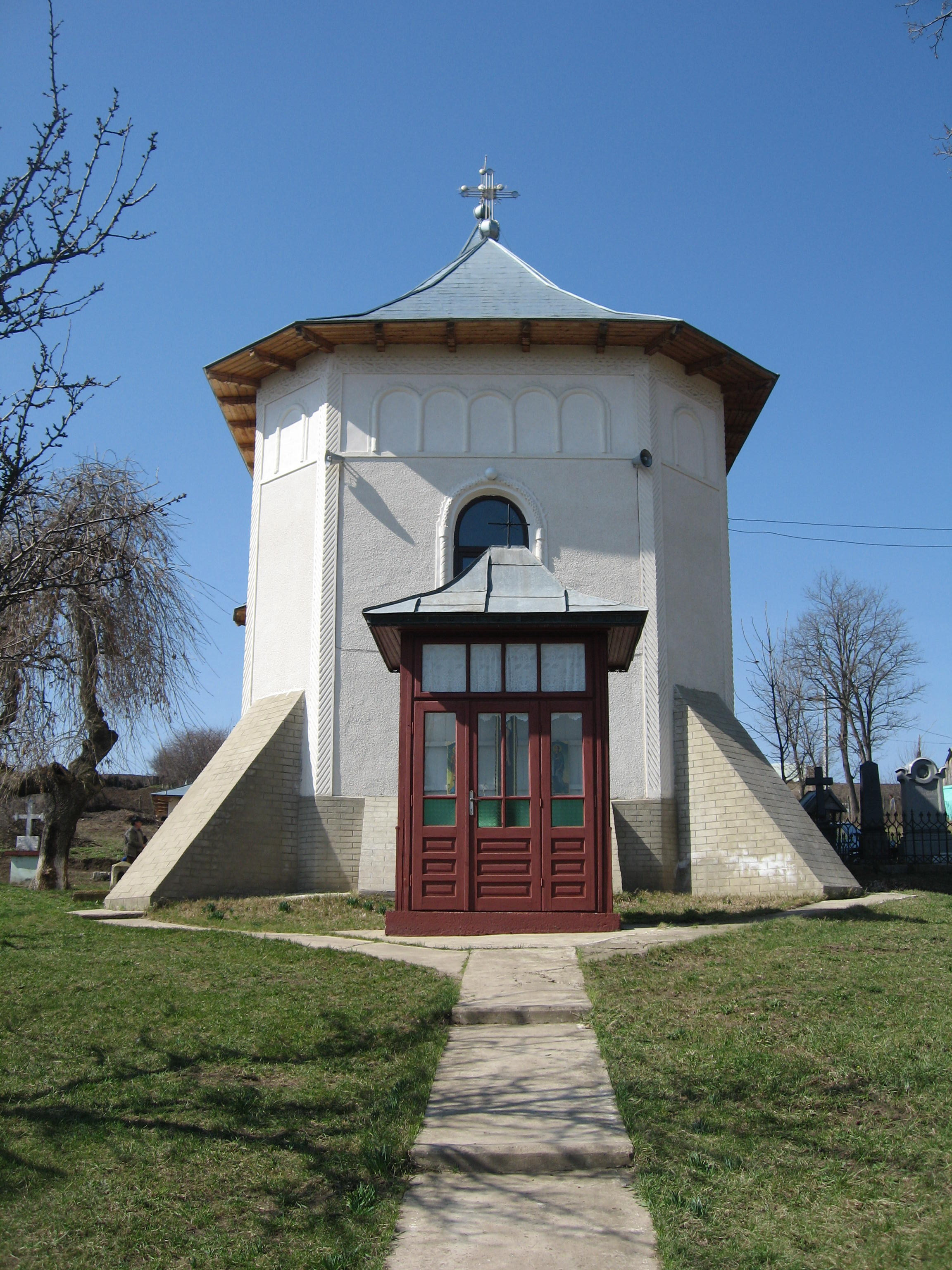
Biserica văzută dinspre est
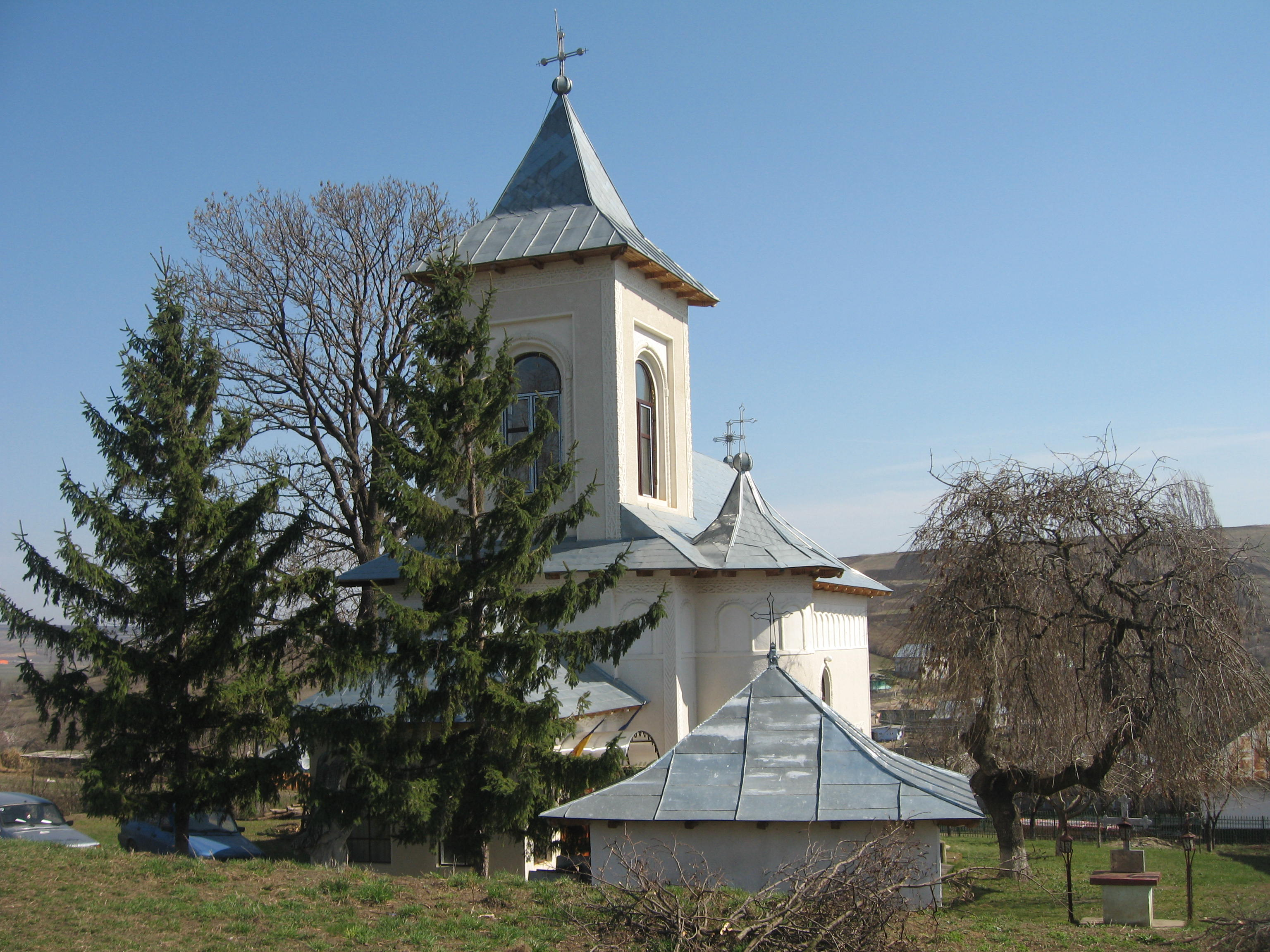
Vedere dinspre vest
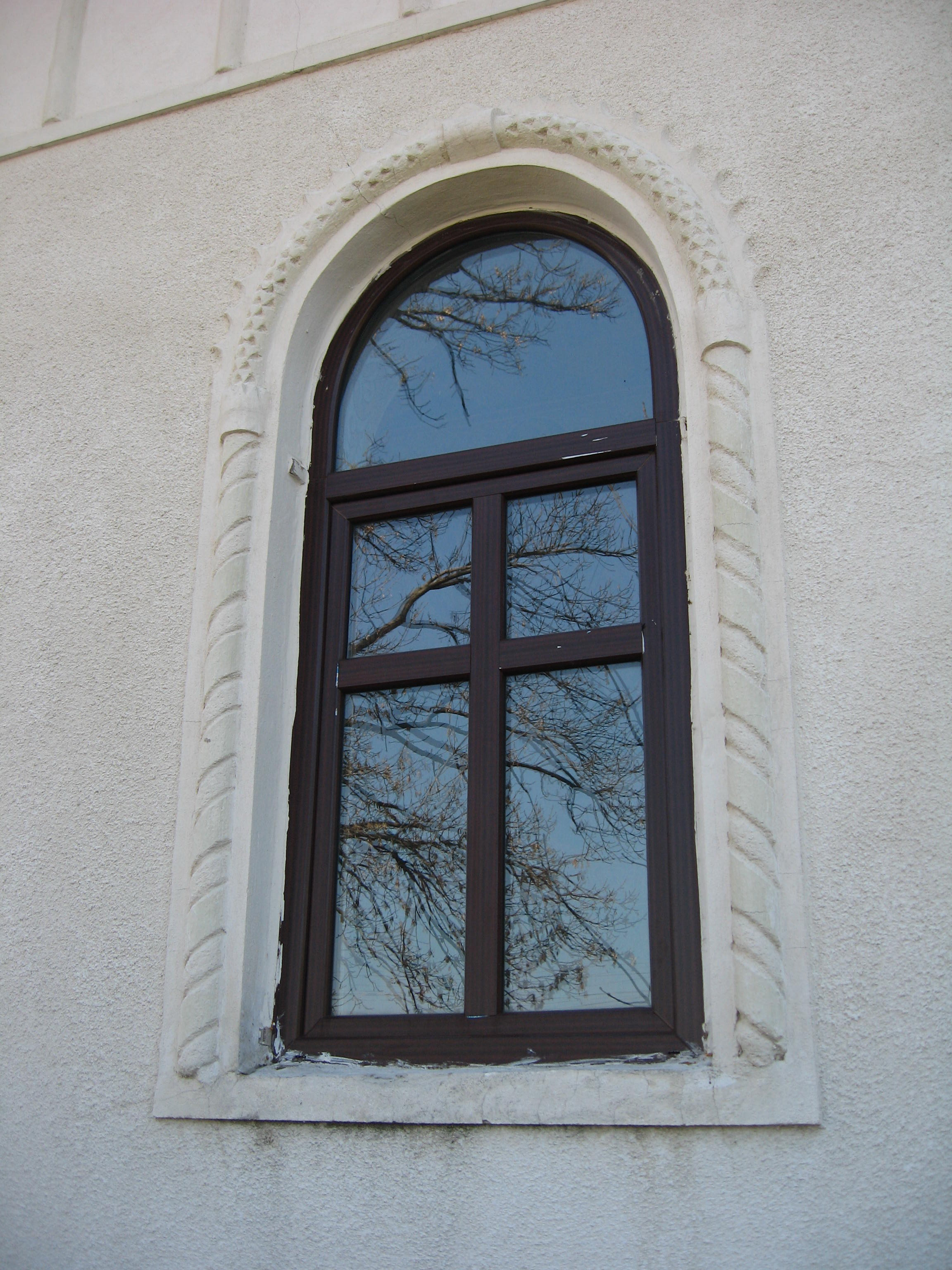
Fereastră
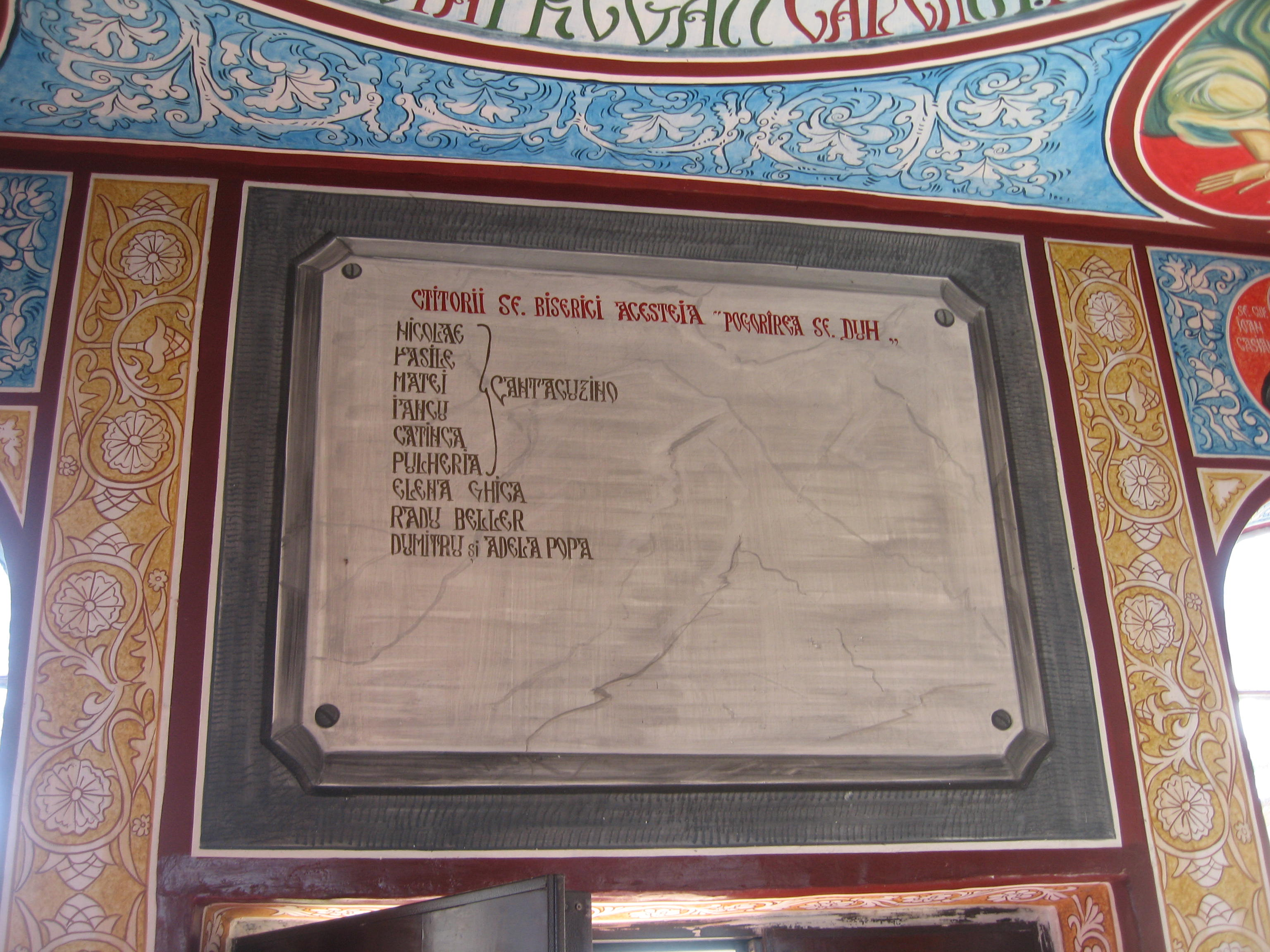
Pisania
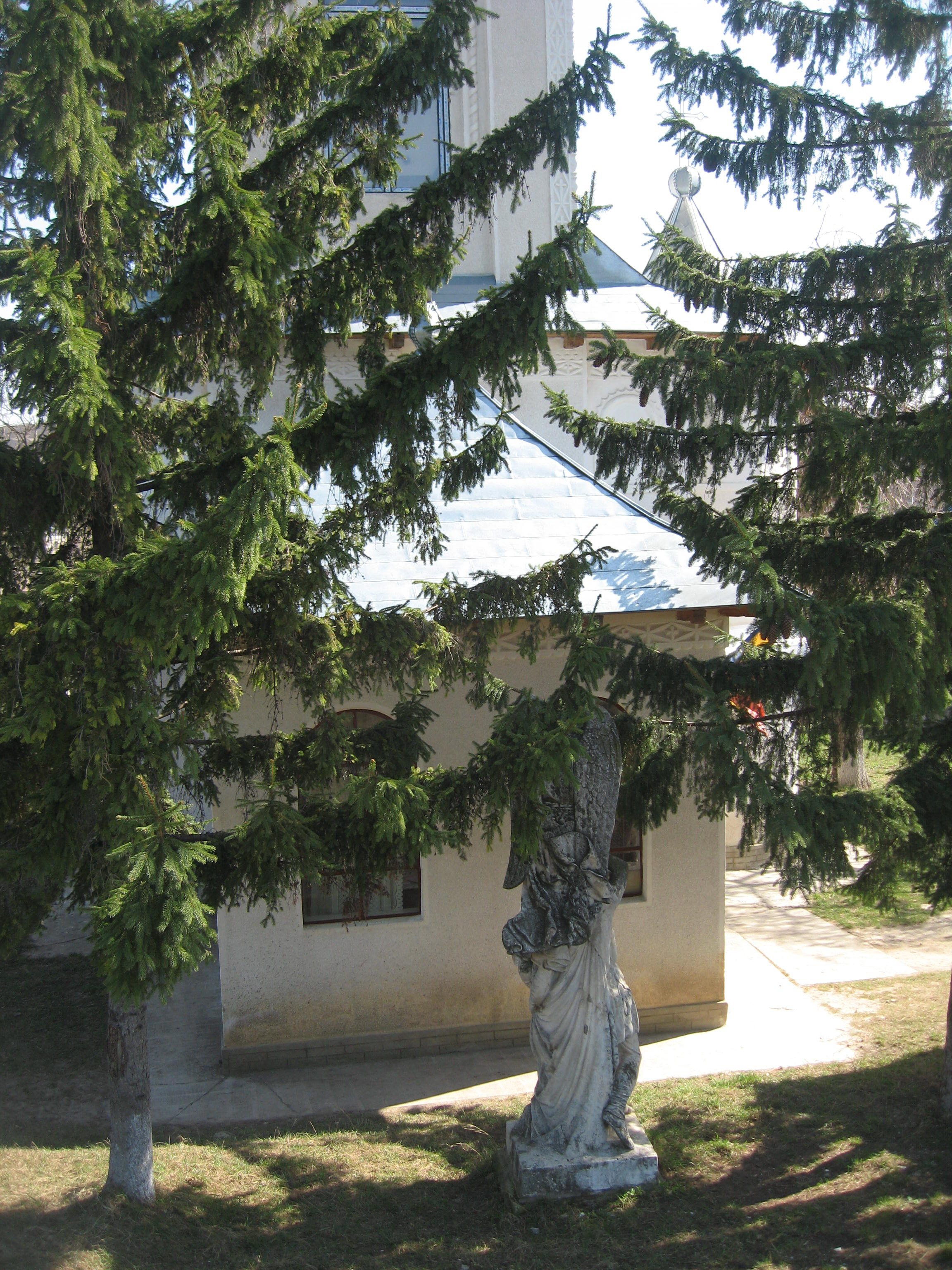
Monument aflat lângă zidul vestic al bisericii
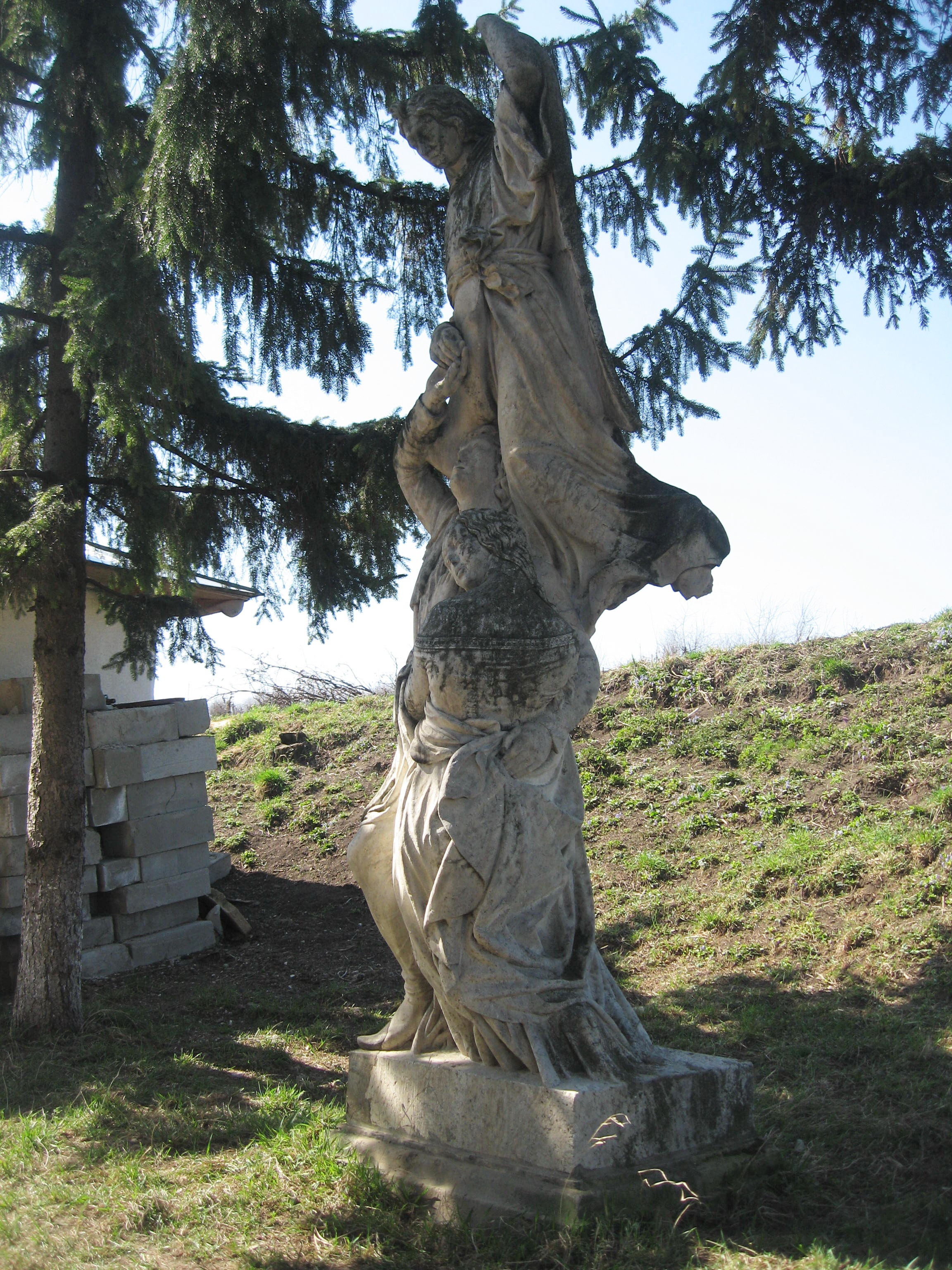
Monument aflat lângă zidul vestic al bisericii
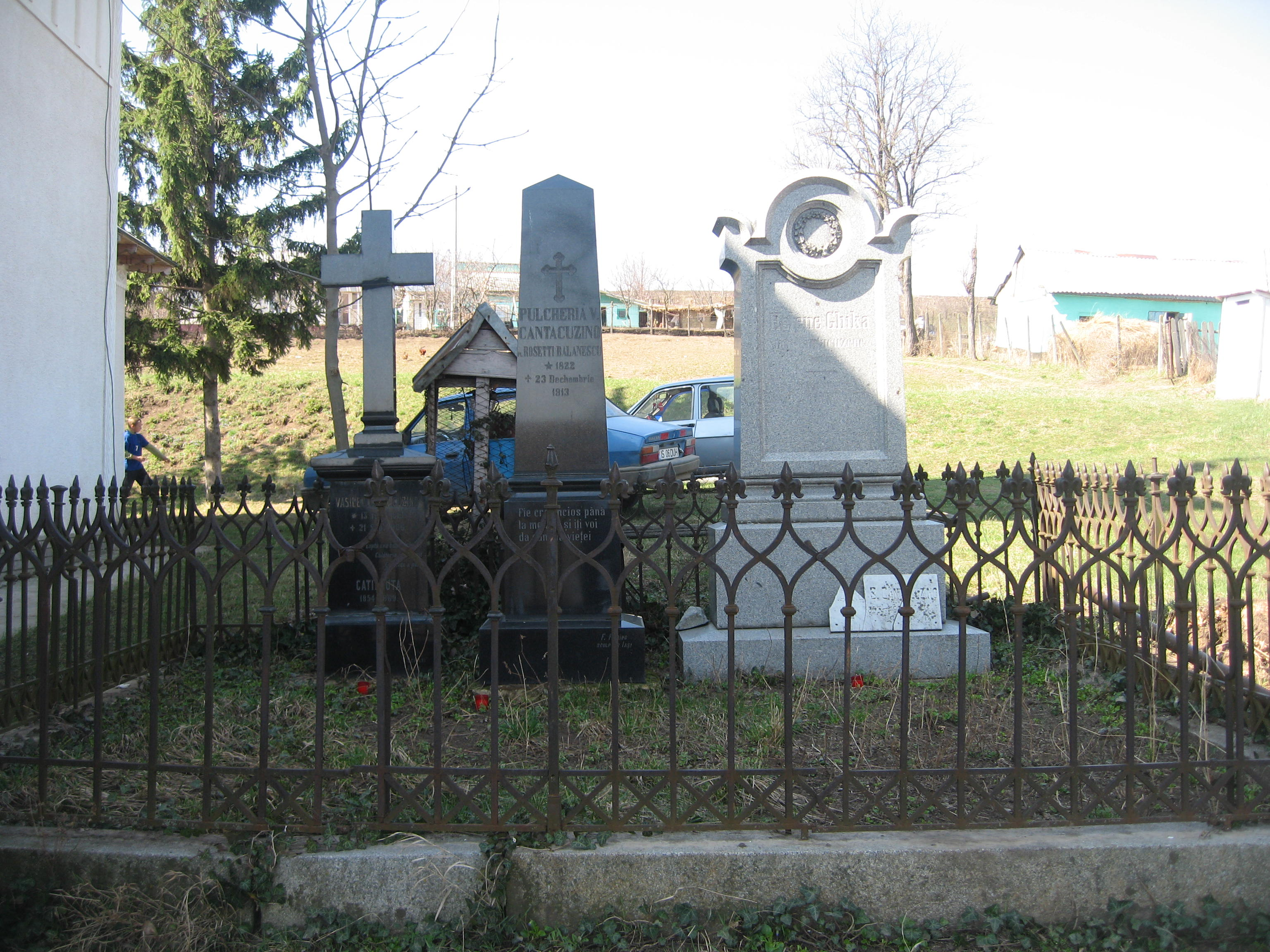
Cele trei morminte de la nord de biserică
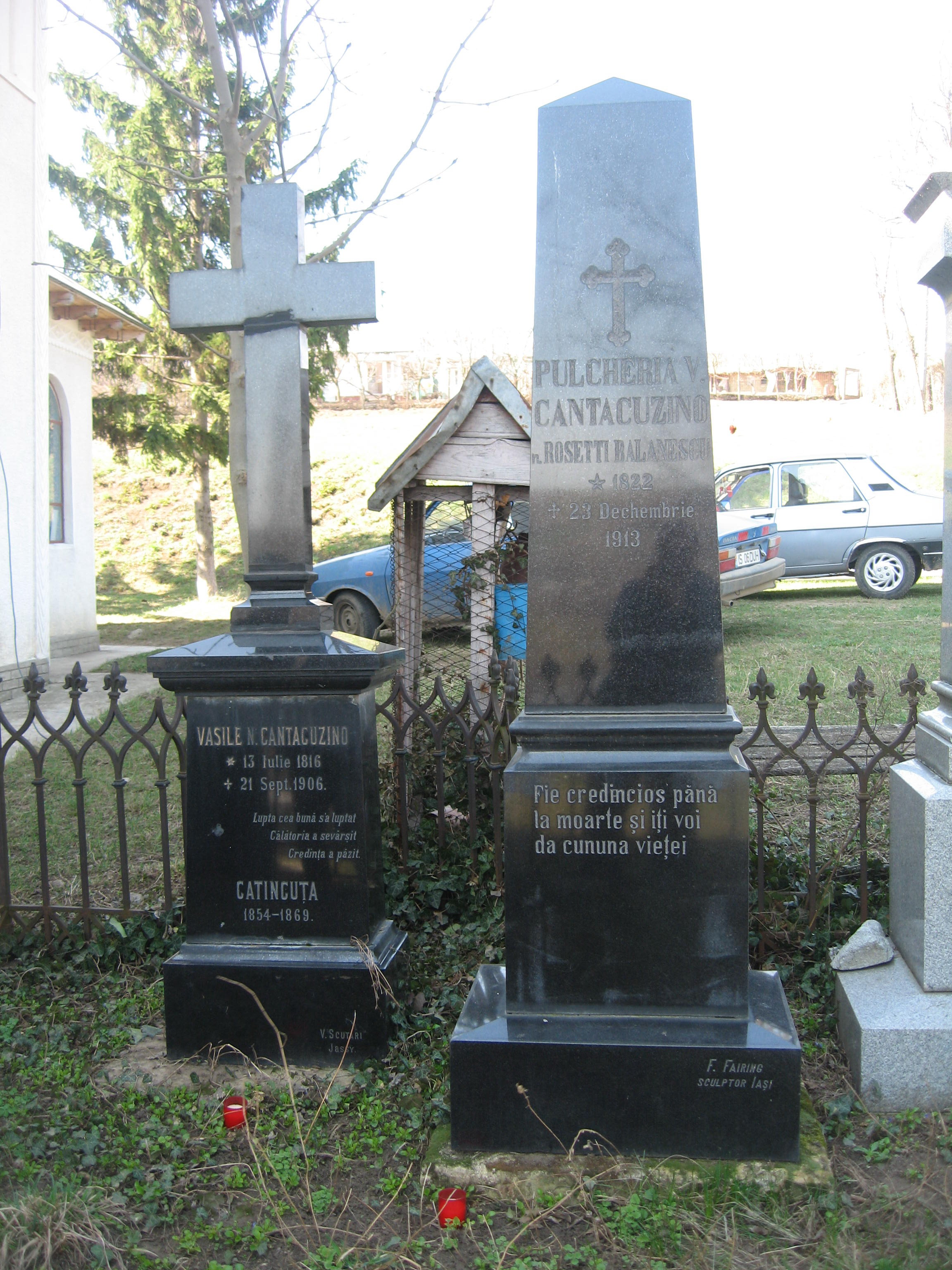
Mormântul lui Vasile N. Cantacuzino şi a Pulcheriei V. Cantacuzino
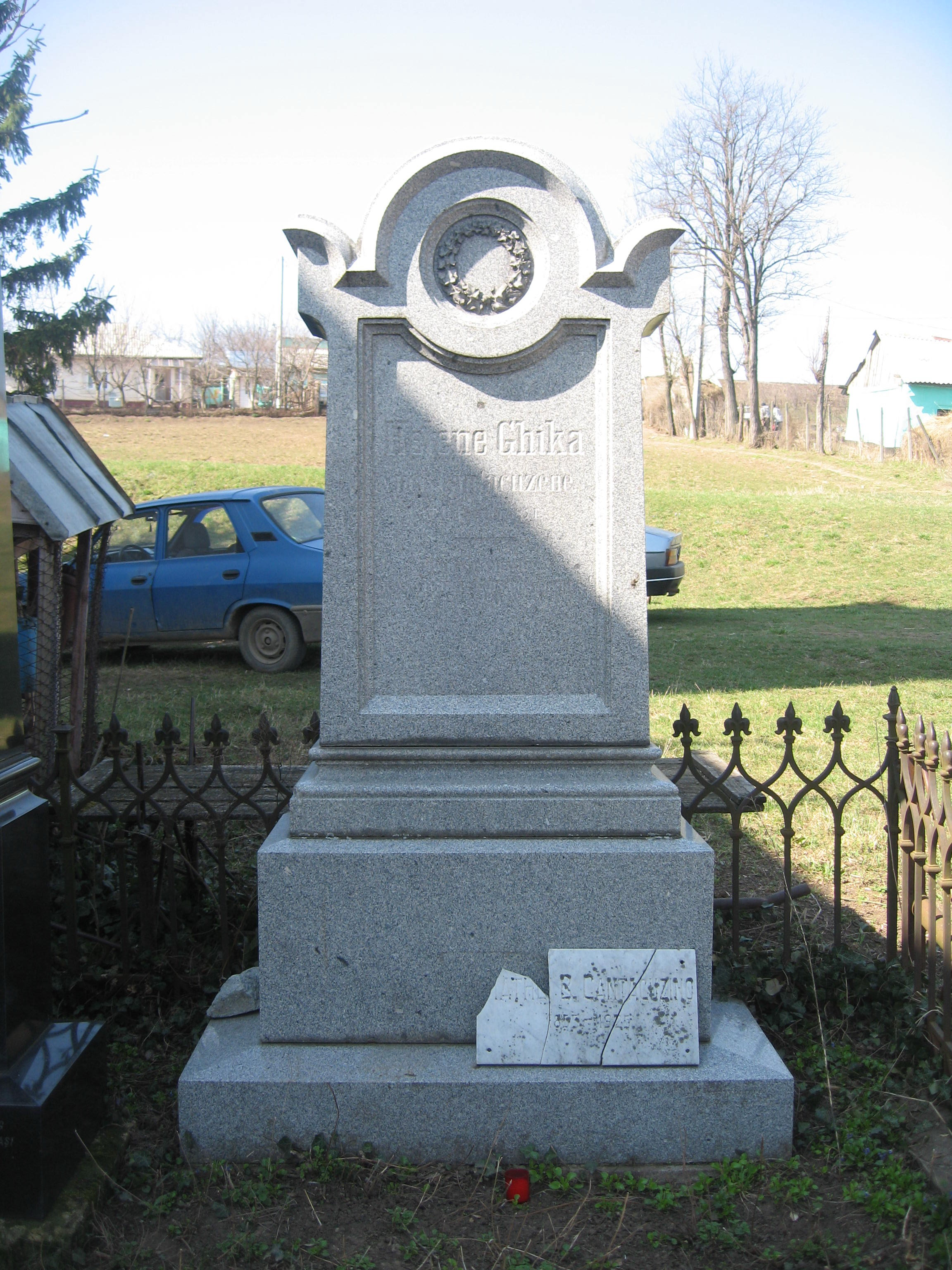
Mormântul Helenei Ghika Cantacuzino
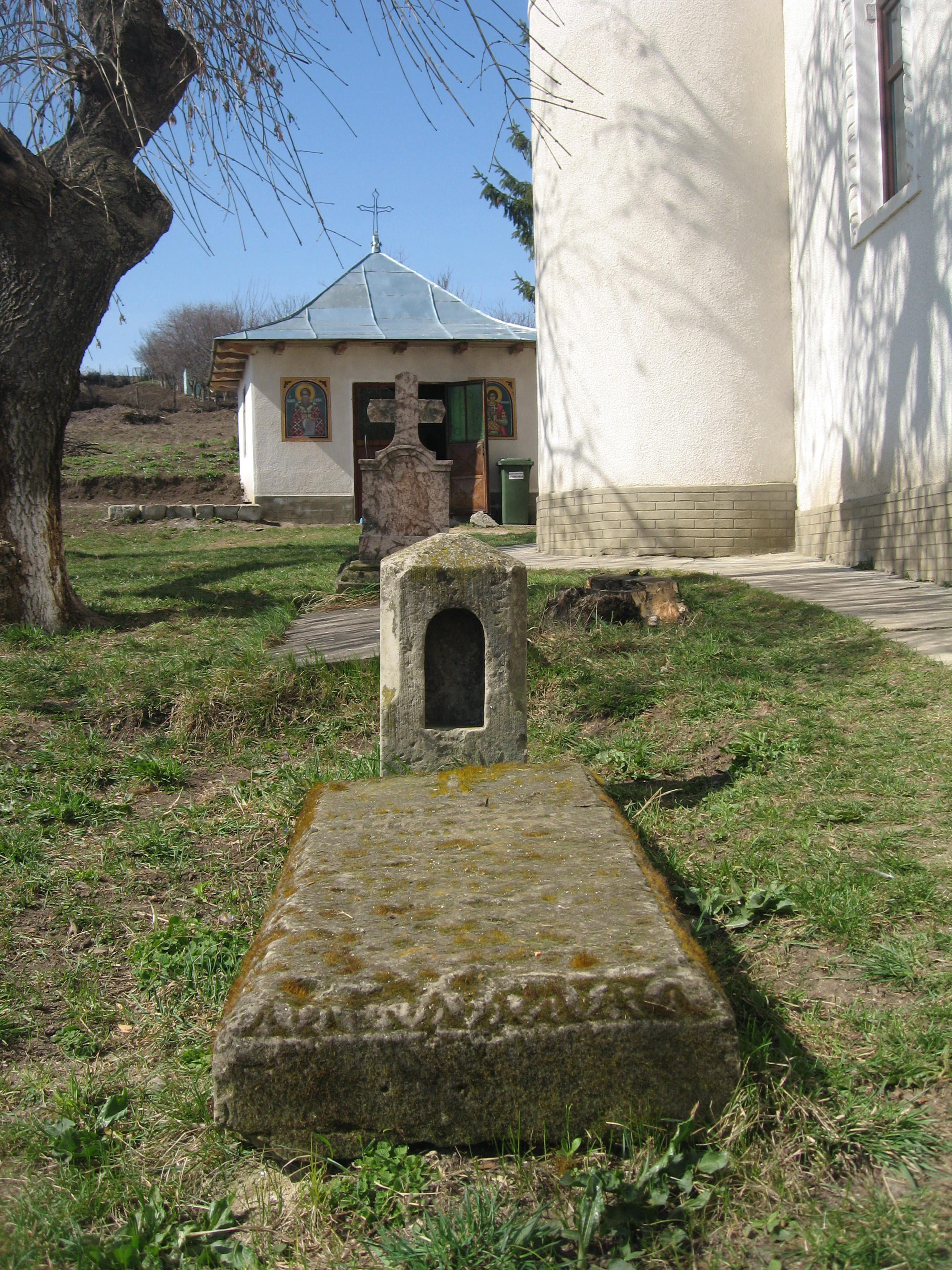
Cele două morminte de la sud de biserică